# هویک آبوویان
هویک آرامائیسی آبوویان (ارمنی: Հովիկ Արամայիսի Աբովյան؛ زادهٔ ۱ ژوئن ۱۹۶۴) یک مهندس و سیاستمدار اهل ارمنستان است که از تاریخ ۲۰۱۴ تا تاریخ ۲۰۱۸ سمت استانداری استان تاووش جمهوری ارمنستان را برعهده داشت. وی پیشتر از تاریخ ۱۹۹۹ تا تاریخ ۲۰۰۷ سمت نمایندگی دوره‌های دوم و سوم مجلس ملی جمهوری ارمنستان را برعهده داشت.

## زندگی‌نامه
در ۱ ژوئن ۱۹۶۴ در شهرستان نویمبریان به دنیا آمد.